# ジュリア・ロングボトム
ジュリア・ロングボトム（英語: Julia Longbottom CMG、1963年7月13日 - ）は、イギリスの外交官、大使。2021年3月から日本駐箚英国特命全権大使を務めている。彼女は、イギリスを代表して東京に駐在する初の女性の大使である。
女王エリザベス2世より聖マイケル・聖ジョージ勲章 (Order of St Michael and St George)のコンパニオン章（CMG） を授与。駐日大使在任中の2022年9月8日にエリザベス2世が崩御したため、ロングボトム大使がエリザベス2世の任命による最後の駐日大使となった。

## 経歴
ロングボトムは、ウェスト・ヨークシャーのブラッドフォード・ガールズ・グラマースクールを経て、 ケンブリッジ大学のジーザス・カレッジでフランス語とドイツ語の教養学士号を取得。また、彼女は日本語、ポーランド語およびオランダ語の教育を受け、前者については彼女はよどみなく話す事ができる。
ロングボトムは、 1986年にケンブリッジを卒業すると、英国外務省（FCO）に入省し、外交官となった。最初の2年間、彼女は、ニューヨークの国際連合とブリュッセルの欧州委員会で働いた。1990年、日本へ赴任。以後3年間、駐日英国大使館政治部二等書記官として東京に駐在した。1994年、彼女は、イギリス領香港に置かれた外務省の事務局に異動し、1997年に香港が中華人民共和国に返還されるまで、国籍や移民問題を担当する部署の長として働いた。その後、彼女は、ハーグにある在オランダ英国大使館に異動して、政治・EU問題の長として勤務した。
2012年、 ロングボトムは東京に戻り、2016年の夏まで駐日英国大使館の首席公使として勤務した。その後、彼女はイギリスに帰国し、英国外務省で領事局長やコロナウイルス対策本部長を歴任した。
2020年12月、ポール・マデンの退官に伴う後任人事として、ロングボトムが日本駐箚英国特命全権大使になる事が発表された。2021年3月、彼女は正式に大使に就任した。

## 私生活
ロングボトムは、東京駐在から一時帰国していた1990年12月28日に、ノース・ヨークシャーのワーフデールにあるボルトン・アビーで、リチャード・シヴァと結婚した。ロングボトムとシヴァの夫妻は、キングストン・アポン・テムズ区に住居を構えている。夫妻の間には、1男2女の3人の子供がいる。長女のナット・シヴァは、クリケットイングランド女子代表チームの副将である。